# Ksar El Boukhari
Pour les articles homonymes, voir Boukhari.
Ksar El Boukhari (en arabe : قصر البخاري), Ksar Boukhari, ou Boghari est une ville d’Algérie, située dans la wilaya de Médéa et à 135 km au sud d'Alger, comptant 52 000 habitants alors qu'elle n'en avait que 10 300 en 1955.

## Géographie
|                       | Moudjebar        |         |
| Boghar, Oum El Djalil | Ksar El Boukhari | M'Fatha |
|                       | Saneg            |         |

La commune est située à 623 mètres d'altitude, au-dessus de l'oued Chelif.

## Histoire

### Le camp de travail forcé
Un camp d'internement militaire — Camp Morand — y concentre dans des conditions difficiles des milliers de réfugiés espagnols fuyant la guerre civile d'Espagne, dont les autorités et la communauté espagnole oranaise se méfient. Sous le régime de Vichy, des Juifs y sont aussi internés.

### Guerre d’Algérie
Durant la guerre d'Algérie, les autorités françaises internent les indépendantistes algériens, entre 1954 et 1962, dans des conditions inhumaines : tortures, privation de nourriture, exécutions, sous l'autorité du capitaine Samary et la garde de légionnaires, dont d'anciens nazis[réf. nécessaire].
Ksar el Boukhari a été le théâtre de violents affrontements militaires inter-algériens entre les troupes du MNA et celles de l'ALN qui occasionnent 600 morts, les 30 août et 1er septembre 1962.

## Personnalités
- Hassan El-Hassani (1916-1987), humoriste et comédien, récipiendaire de la médaille du résistant.